# Vaporisation
 (août 2025).
Si vous disposez d'ouvrages ou d'articles de référence ou si vous connaissez des sites web de qualité traitant du thème abordé ici, merci de compléter l'article en donnant les références utiles à sa vérifiabilité et en les liant à la section « Notes et références ».

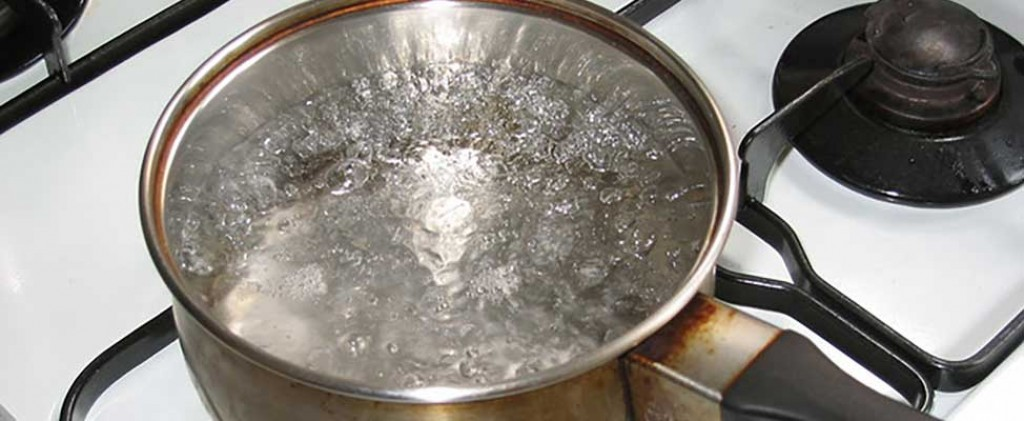
De l'eau vaporisée par ébullition dans une casserole.

La vaporisation est l'une des six transformations fondamentales de la physique. Il s'agit du passage d'un corps de l'état liquide à l'état gaz. Il s'agit d'une transition de phase de première espèce. Elle peut prendre la forme d'une évaporation (en surface) ou d'une ébullition (dans les profondeurs du matériau vaporisé).
La vaporisation consomme en général une quantité d'énergie non négligeable, ce qui permet de l'utiliser comme intermédiaire entre le dispositif produisant la chaleur (la chaudière ou la résistance chauffante) et le dispositif qui l'utilise. Le phénomène de vaporisation est endothermique, au contraire du phénomène de condensation qui est exothermique. 
La vaporisation est utilisée dans de nombreux mécanismes de conversion d'énergie, en tant qu'intermédiaire, de stockage d'énergie. Par exemple dans une centrale thermique de production d'électricité (classique ou nucléaire), l'énergie libérée par la combustion ou la fission nucléaire est utilisée pour vaporiser de l'eau, la vapeur d'eau entraînant une turbine (dans le cas d'une centrale nucléaire, il y a deux circuits intermédiaires utilisant de l'eau, ou éventuellement du sodium). 
Le même phénomène est à l'œuvre dans la locomotive à vapeur, où l'énergie du charbon est utilisée pour vaporiser de l'eau, la vapeur dégagée servant à actionner les pistons du moteur.
La vapeur d'eau est un gaz transparent ; la « vapeur » visible au-dessus d'une casserole d'eau bouillante est composée de minuscules gouttes d'eau condensée[réf. nécessaire].